# Ананке (спътник)
Вижте пояснителната страница за други значения на Ананке.
Ананке е естествен спътник на Юпитер, открит през 1951 г. от Сет Барнс Никълсън в обсерваторията Маунт Уилсън, САЩ. Спътника носи името на Ананке, майката на Адрастея от римската митология.
Името на спътника е установено през 1975 г., като преди това той е бил известен като Юпитер 12.
Спътникът е представител на групата на Ананке.